# Väderstads gamla kyrka
Väderstads gamla kyrka var en kyrkobyggnad i Väderstads socken och församling i Östergötland. Kyrkan revs 1837.

## Historik
Väderstads gamla kyrka var en tidigare kyrkobyggnad i Väderstads socken och församling i Östergötland. Den var belägen på en höjd och detta kan vara ett av ursprung till namnet (då väder och vind kunde blåsa obehindrat på alla sidor). Det är även möjligt att kyrkan fått sitt efter byn Väderstad (Wädurstad) som i sin tur fått sitt namne efter en person vid namn Wädur.
Kyrkan var tillverkad av kalksten och hade ett högt torn med spåntäckt topp. Den var 38 alnar lång och 10 alnar bredd. Kyrkan stod på kronans mark. Altartavla med förgyllda bilder kom till under påvetiden. En dopfunt inköptes på 1650-talet för 30 daler. 1674 köpte man in en predikstol som var tillverkad av Henrik (Heinrich) Werner. Kyrkan målades invändigt 1694 av målarmästaren Gran, som bland annat målade gardiner över predikstolen. På 1700-talet ersattes de medeltida fönstren av nya större fönster. Kyrkan målades vit invändigt år 1724. 1743 började man att planera för ett torn vid kyrkans västra gavel. Tornet stod färdigt 1745 och byggdes av byggmästaren Johan Nymann från Linköping. Därefter revs klockstapeln och de gamla klockorna sattes upp i det nybyggda tornet. Byggmästaren Johan Olof Beurling från Vadstena reparerade 1779 kyrkans valv, som ersattes med ett tunnvalv av trä.
Under 1700-talet talades det om att kyrkan började bli för trång och måste byggas ut. Vid biskopsvisitationen 1784 rapporterades att både Harstads kyrka och Väderstads kyrka var för trånga. Det nämndes även att Väderstads kyrka var mycket förfallen. Det beslutades att en nybyggnation eller tillbyggnad av kyrkorna skulle utföras. 1818 beslutade Väderstads församling och Harstads församling att bygga en ny gemensam kyrka. Harstads kyrka revs 1826. Då man fick tillgång till den nybyggda Väderstads kyrka, revs Väderstads gamla kyrka 1837.

## Inventarier
- Altartavla med förgyllda bilder från påvetiden.[1]
- Predikstol, inköpt 1674 av mäster Henrik (Heinrich) Werner i Mo, Västra Harg, för 220 daler kopparmynt (350 riksdaler). Den förvaras i Väderstads kyrkas tornkammare.[2]
- Rökelsekar från påvetiden.[1]
- Dopfunt från 1650-talet, inköpet för 30 daler.[2]

### Tornet
- Stora klockan.[1]
- Lilla klockan, gjuten 1749 av Peter Petersson, Örebro. Den har inskriptionerna: Kommer hit af Davids hus, Låt oss wandra i HErrans ljus. och Omguten för Wæderstads Kyrkos medel uti Pastoris Johan Rydbergs tienstetid år 1749 af Petro Petræo i Örebro.[1]

## Kyrkogård
På kyrkogården stod en runsten med inskriften: GUILAR. UK. SUIN. RISDU. STIN. DANSI. IFTI. BRUDA. FADUR. SIN. som betyder Gjölar och Swen uppreste denna sten efter sin fader Brune.